# توكو دا كازاوريا
توكو دا كازاوريا (بالإيطالية: Tocco da Casauria)‏ هي بلدية في مقاطعة بسكارا في إقليم أبروتسو الإيطالي.

## السكان
في سنة 1861 بلغ عدد السكان 4٬833 نسمة، وتطور العدد ليصل في سنة 2018 لـ 2٬571 نسمة.
يظهر هذا المخطط البياني تطور النمو السكاني لـ توكو دا كازاوريا